# Hanns Moritz von Brühl

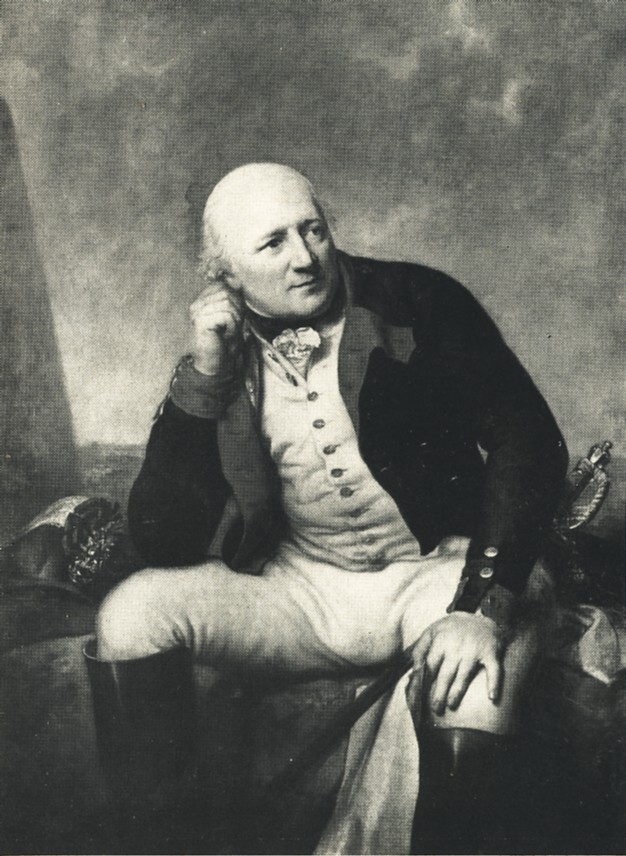
Hans Moritz Graf Brühl, Gemälde von Anton Graff, 1796

Hans Moritz Christian Maximilian Clemens Graf Brühl (* 26. Juli 1746 in Dresden; † 31. Januar 1811 in Seifersdorf) war ein sächsischer Adliger und Rittergutsbesitzer auf Schloss Seifersdorf, Übersetzer und Zeichner, später preußischer Intendant der Chausseen / Preußische Staatschaussee und ist in dieser Funktion in die Preußische Geschichte als Chaussee-Brühl eingegangen. Er ist nicht zu verwechseln mit seinem gleichnamigen Cousin Hans Moritz von Brühl.

## Leben
Brühl war der jüngste Sohn des berühmten kursächsischen Premierministers Heinrich Graf Brühl und der Maria Anna, geb. Gräfin von Kolowrat-Krakowsky. Zwischen 1754 und 1764 studierte er in Leipzig und Straßburg und unternahm Bildungs- und Gesellschaftsreisen nach Wien, Paris und Warschau. Durch den Tod seines Vaters (1763) und die darauf folgende Auseinandersetzung zwischen dem sächsischen Staat und der Familie um das Vermögen war Brühl gezwungen, eine besoldete Tätigkeit zu übernehmen. War er 1763, noch vom Vater protegiert, Oberstleutnant der sächsischen Armee geworden, ließ er sich beurlauben und wechselte 1766 in französische Dienste. In dieser Zeit übersetzte er französische Militärschriften ins Deutsche und illustrierte sie mit Kupferstichen.
1771 ehelichte er die spätere Schriftstellerin und Gartengestalterin Johanne Margarethe Christina Schleyerweber, mit der er den Sohn Carl Friedrich Moritz Paul hatte. Gleichzeitig schied er aus französischen Diensten aus. Da sich auf Dauer eine standesgemäße Lebensführung nicht ohne professionelles Einkommen realisieren ließ, bemühte sich Brühl jahrelang um eine besoldete Stellung.
1775 bezog er gemeinsam mit seiner Frau Christina von Brühl und seinem kleinen Sohn Carl von Brühl das Herrenhaus auf dem Rittergut in Seifersdorf (Wachau) bei Radeberg. Das Schloss war zum damaligen Zeitpunkt für die Herrschaft nicht bewohnbar. Ab 1792 ließ er Schloss Seifersdorf nach Plänen der Genelly-Brüder umgestalten, wurde damit aber nicht fertig. Erst sein Sohn Carl ließ das Schloss endgültig nach Schinkel-Plänen umbauen. Schinkel war 1817 in Seifersdorf.
1791 erreichte er, dass ihn König Friedrich Wilhelm II. zum ersten Generalinspekteur der Intendantur der preußischen Chausseen in der Kurmark und Pommern berief, was ihn faktisch zum Herrn über alle preußischen Chausseen werden ließ. Zwanzig Jahre bekleidete er bis zu seinem Tode dieses Amt und prägte damit den frühen preußischen Chausseebau. So wurde die Chaussee Berlin-Potsdam und Potsdam-Magdeburg in seiner Verantwortung gebaut.

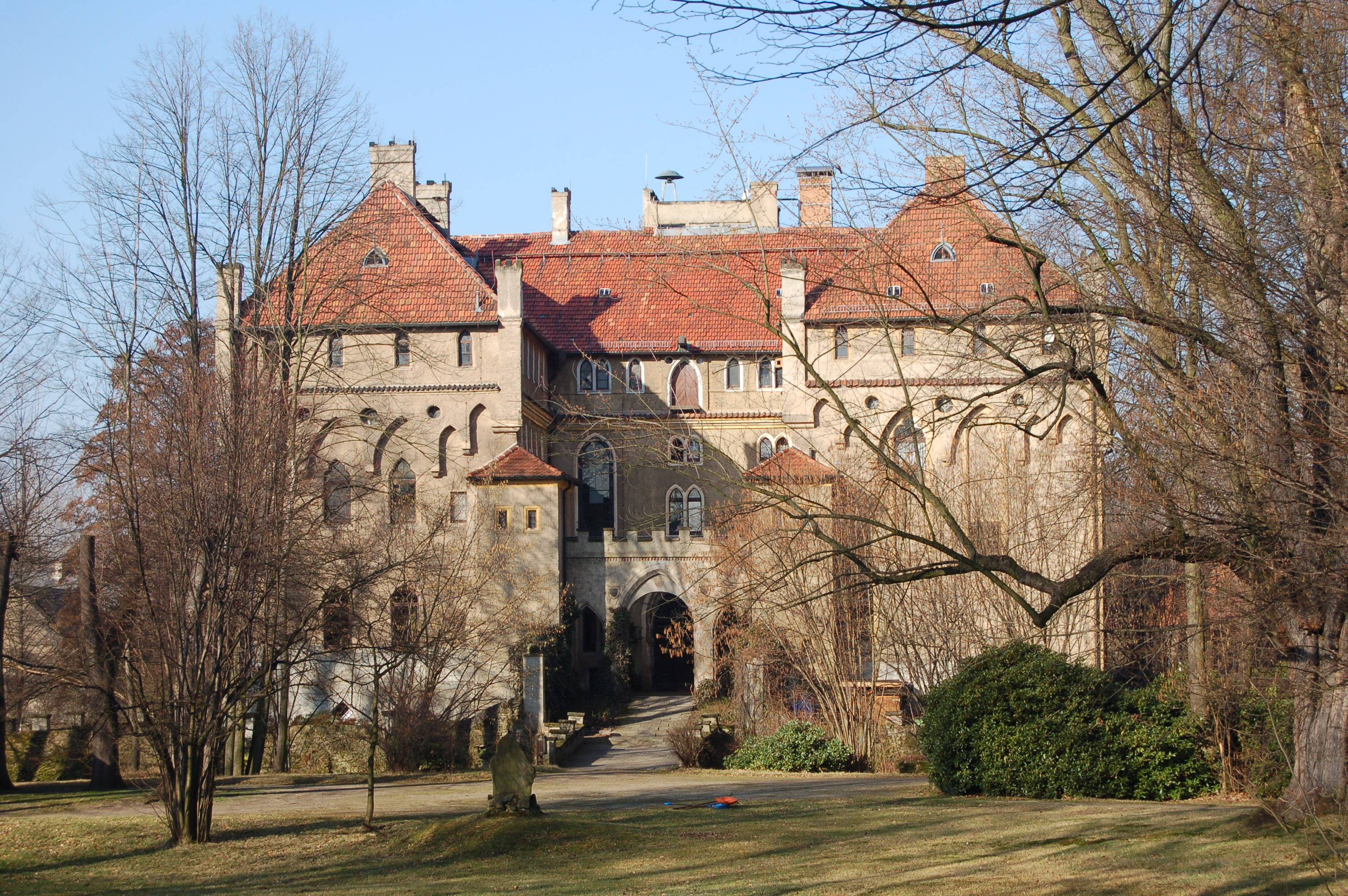
Schloss Seifersdorf

Wie sein preußischer Dienstherr hegte Brühl spiritistische und esoterische Neigungen und war Anhänger des seinerzeit modischen Mesmerschen Magnetismus. 1772 wurde er von der Dresdner Loge „Zu den drei goldenen Schwertern“ aufgenommen. Brühl pflegte Kontakte zum Weimarer Fürstenhaus und zum Künstlerkreis um Goethe und Schiller. Es entstand ein reger Briefwechsel, den vor allem seine Frau Christina Gräfin von Brühl pflegte. Beide waren 1785 in Karlsbad zu Gast, wo auch Goethe weilte. Anlässlich des Geburtstages des Grafen am 26. Juli schrieb Goethe das "Bänkelsängerlied", welches 160 Jahre später (1945/1946) zu großen Auseinandersetzungen nach der Enteignung der letzten Seifersdorfer Gräfin Agnes von Brühl führen sollte.
Von Christina von Brühl entworfene Denkmäler im Seifersdorfer Tal wurden am Geburtstag des Grafen am 26. Juli mit einem Fest begangen. Noch heute sind zwei Programme, welche u. a. Musik des Dresdner Hofkapellmeister Johann Gottlieb Naumann enthielten, noch vorhanden.
Sein zeichnerisches Talent reichte so weit über dilettantische Liebhaberei hinaus, dass eine seiner Landschaftsdarstellungen 1793 auf der Berliner Akademieausstellung präsentiert wurde. Er entwarf zeichnerisch einige Partien des von seiner Frau gestalteten Seifersdorfer Tals. Das Ehepaar pflegte ein künstlerisch, literarisch und musikalisch geprägtes Gesellschaftsleben. Brühl wurde von seinen Zeitgenossen als gebildeter, unterhaltsamer, humorvoller und umgänglicher Mensch geschildert.

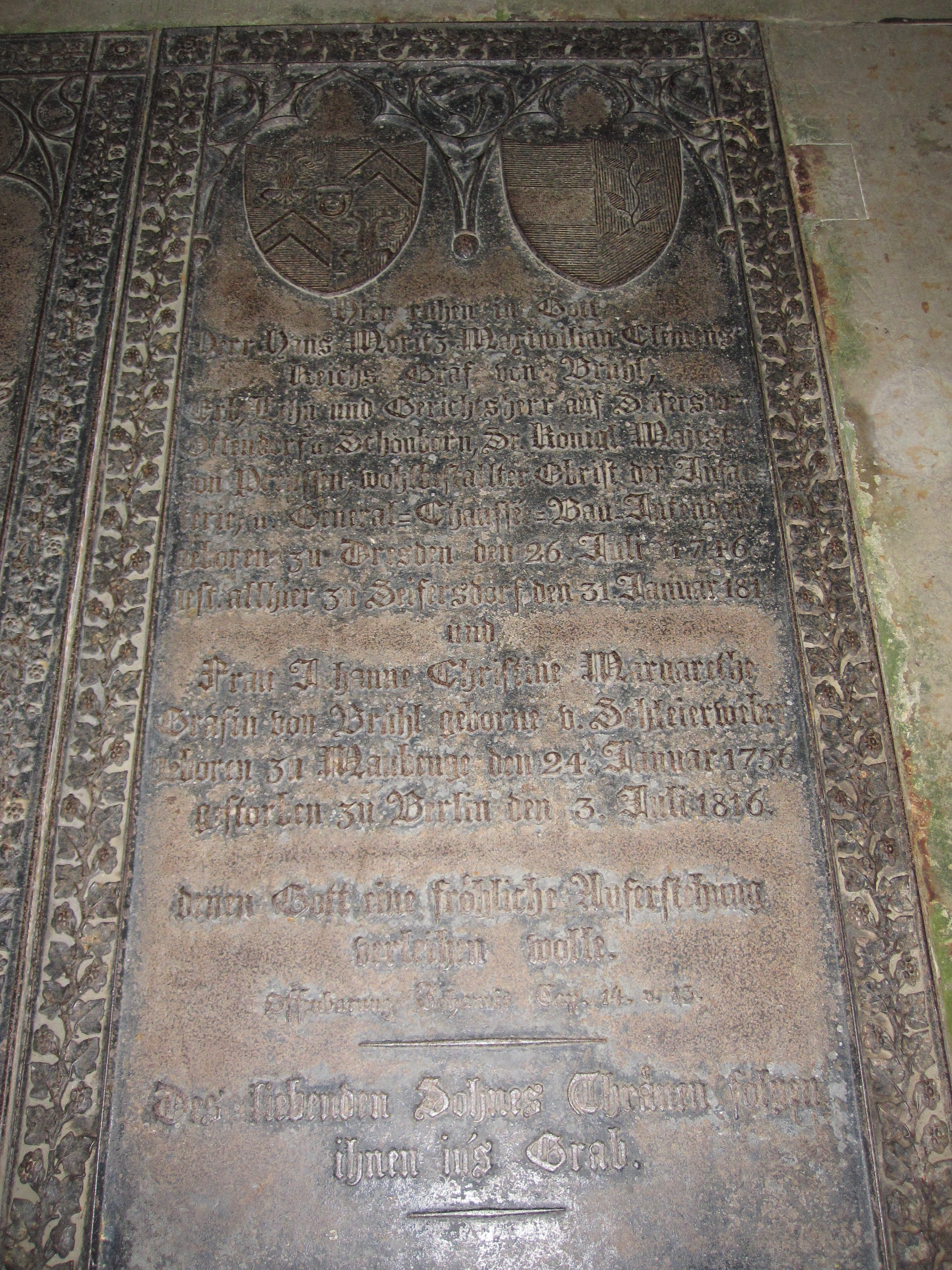
Gruftplatte Hans Moritz und Tina von Brühl in der Seifersdorfer Kirche

1811 starb er in Seifersdorf und wurde in der Gruft der Kirche beigesetzt. 
Die Gemeinden Ottendorf und Schönborn bei Dresden gehörten zum Rittergut Seifersdorf. Sein Sohn Carl von Brühl bemühte sich nach seinem Tod, dass ein Teil des heutigen Ottendorf-Okrilla bei Dresden etwa 1826 in Moritzdorf umbenannt wurde.